# Krabbenchips

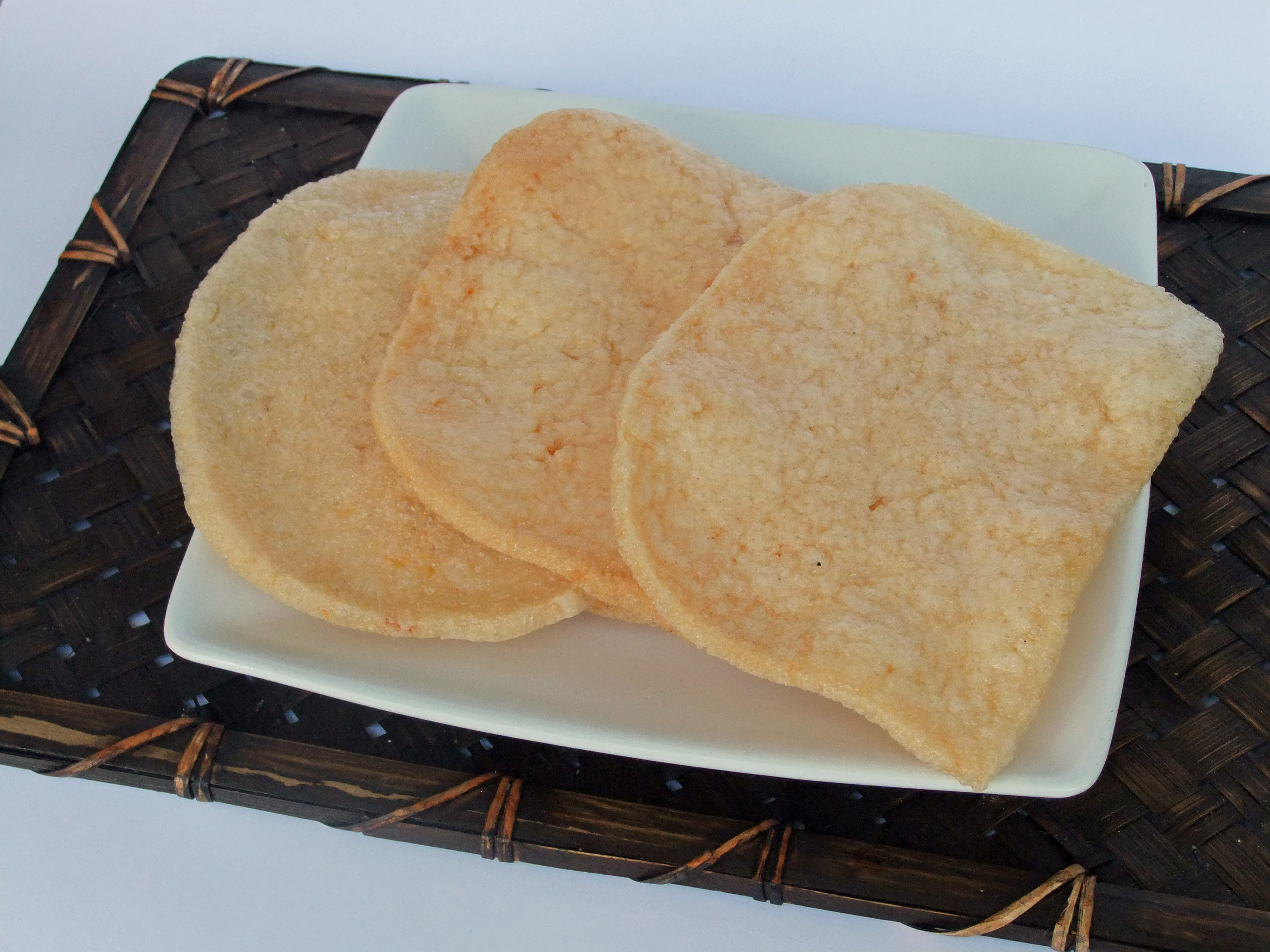
Fertiggebackene Krabbenchips

Der Krabbenchip (auch Krupuk bzw. niederländisch Kroepoek geschrieben und Krupuk gesprochen, Krabbenbrot, Krabbenkeks oder Bratchip) ist ein scheibenförmiges Nahrungsmittel: ein indonesischer Cracker aus Tapiokamehl, Salz, gemahlenen Shrimps und Gewürzen.
Die Chips werden in dünnen, durchscheinenden Scheiben von einigen Millimetern Durchmesser verkauft, die dann in siedendem Öl in nur wenigen Sekunden ausgebacken werden. Dabei nimmt ihr Volumen um ein Mehrfaches zu. Es gibt sie auch verzehrfertig in Plastikbeuteln und mundgerechten Portionsstückchen, mild oder etwas schärfer gewürzt.
Importierte Krabbenchips stammen vorwiegend aus Indonesien, wo Garnelen in Fischweihern besonders in der Gegend um Madura gezüchtet werden.

## Zubereitung

### Roh-Krupuk
Die Garnelen werden gekocht und anschließend geschält. Dann gibt man etwas Salz hinzu und stampft sie zu einer feinen Masse, die mit Tapiokamehl zu einem Teig verarbeitet wird. Daraus backt man große Brote und dämpft sie gar. Anschließend werden sie getrocknet. Die getrockneten Brote werden maschinell in sehr dünne Scheiben geschnitten und erneut getrocknet.
Je nach Form dieser Brote ergeben sich verschiedene Krupuksorten.
Die Farbe der Krupuks gibt keinen Hinweis auf die Qualität, allerdings gilt: Je dünner die Scheiben geschnitten werden, desto besser können sie ausgebacken werden. Sie sind dann allerdings auch brüchiger.

### Ausbacken vor der Verwendung
Zum Ausbacken müssen die Scheiben absolut trocken sein. Dazu kann man die Brechprobe machen: Bricht die rohe Krupukscheibe wie Glas, so ist sie trocken; kann man sie biegen, so ist sie noch feucht und muss weiter getrocknet werden. Feuchter Krupuk backt schlecht und ist nach dem Backen zäh.

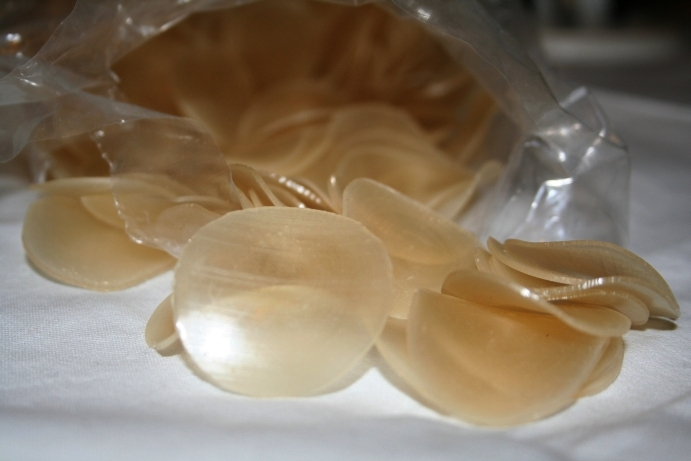
Ungebackene Garnelenchips

Krupuk werden am besten in einer wok-ähnlichen Pfanne gebacken. Man nimmt dazu reichlich Öl, da der Krupuk in der Pfanne schwimmen soll. Ist das Öl gut erhitzt, kann man zur Probe ein kleines Stück Krupuk in das Öl werfen. Es wird zu Boden sinken und nach wenigen Augenblicken wieder an die Oberfläche kommen. Wenn es dort auf die doppelte Größe anschwillt, ist die Temperatur richtig.
Nun kann man die Krupukstücke nach und nach in die Pfanne geben. Übermäßiges Ringeln der Scheiben verhindert man, indem man sie mit einem Schaumlöffel andrückt. Sobald die Schnitten nach oben kommen, werden sie abgeschöpft und in einem Sieb abgetropft. Die Scheiben dürfen nicht so lange backen, bis sie braun werden, da sie dann einen bitteren Geschmack annehmen. Ein goldgelber Krupuk von bröckliger Konsistenz ist in Ordnung.

## Vegetarische Krupuk
Für Vegetarier werden in Vietnam und Thailand auch vegetarische Krupuk aus Tapiokamehl, Karotten, Tofu und Gewürzen hergestellt. Diese Chips sind in Europa in einigen wenigen Asialäden erhältlich, ansonsten können Vegetarier hier zu den Reischips greifen, die lediglich aus Reis und Wasser bestehen. Auch gibt es eine Snackvariante aus Indonesien mit Maniok, Cassava-Cracker, die von Konsistenz und Aussehen den Krabbenchips ähneln. Sie werden ebenfalls als getrocknete Plättchen zum Selbstfrittieren verkauft, sind jedoch im Gegensatz zu den weißen oder bunt gefärbten Krupuk orange bis mittelbraun. Beim Frittieren sollte man hier eine etwas niedrigere Temperatur wählen und etwas länger als den Krupuk frittieren, die Farbe der fertigen Scheiben sollte sehr hell, fast weiß sein.
Eine andere Art ist Kriepiek, das aus den eichelähnlichen Früchten des Melindjo-Baumes gewonnen wird, die geschält, gekocht und dann etwas geröstet werden, bevor man sie zu kleinen dünnen Plättchen presst. Mehrere Fruchtplättchen zusammengedrückt ergeben dann die charakteristischen größeren Scheiben.
Ein ähnliches Gericht sind die indischen Papadam aus Urdbohnenmehl. Diese knusprigen, runden Teigfladen werden ebenfalls frittiert, sind jedoch dünner und meistens schärfer.

## Arten
- Udang Mas
- Go Tan
- Emping Belinjo (Melindjo), auch Kriepiek genannt, ein reines Pflanzenprodukt